# Luisa Famos
Luisa Famos, ook gekend onder het pseudoniem Flur da Riva (Ramosch, 7 augustus 1930 - aldaar, 28 juni 1974), was een Zwitserse Reto-Romaanstalige schrijfster, dichteres en presentatrice.

## Biografie
Luisa Famos liep school aan de normaalschool van Chur Later was ze actief als lerares in Sertig, Vnà, Guarda (Zwitserland)@Guarda, Dietikon en Altstätten in de kantons Graubünden, Appenzell Innerrhoden en Zürich. Van 1969 tot 1972 verbleef ze in Venezuela en Honduras, waarna ze verhuisde naar Bauen. Onder het pseudoniem Flur da Riva bracht ze in 1967 het werk L'hom sün fanestra uit. Daarnaast werkte ze ook voor de Reto-Romaanstalige radio en televisie. Ze presenteerde Il Balcun tort, de eerste Reto-Romaanstalige televisie-uitzending. In 1974 overleed ze aan kanker.

## Werken
- (rm)  Mumaints, 1960.
- (rm)  L'hom sün fanestra, 1967.
- (rm)  lnscunters, 1974.